# Shiho Ogawa (fotbollsspelare född 2003)
Shiho Ogawa (小河 詩朋 Ogawa Shiho?), född 14 maj 2003 i Osaka prefektur, är en japansk fotbollsspelare.
Ogawa började sin karriär 2020 i Cerezo Osaka.